# Rugby 7 na igrzyskach Ameryki Środkowej i Karaibów
Rugby 7 na igrzyskach Ameryki Środkowej i Karaibów – międzynarodowe zawody w rugby 7 rozgrywane w ramach igrzysk Ameryki Środkowej i Karaibów.
Decyzja o włączeniu rugby 7 do programu tych zawodów została podjęta na walnym zgromadzeniu ODECABE w Veracruz w styczniu 2009 roku. Sport ten, jedynie w wydaniu męskim, zadebiutował zatem na XXI igrzyskach, których gospodarzem było portorykańskie miasto Mayagüez, mecze jednak rozegrano w Providence w Gujanie. Od XXII igrzysk rozgrywany był zarówno turniej męski, jak i żeński.

## Klasyfikacja medalowa
| Klasyfikacja medalowa | Klasyfikacja medalowa | Klasyfikacja medalowa | Klasyfikacja medalowa | Klasyfikacja medalowa | Klasyfikacja medalowa |
| --------------------- | --------------------- | --------------------- | --------------------- | --------------------- | --------------------- |
| Miejsce               | Reprezentacja         | Złoto                 | Srebro                | Brąz                  | Razem                 |
| 1                     | Kolumbia              | 6                     | 0                     | 0                     | 6                     |
| 2                     | Gujana                | 1                     | 0                     | 0                     | 1                     |
| 3                     | Meksyk                | 0                     | 3                     | 4                     | 7                     |
| 4                     | Wenezuela             | 0                     | 2                     | 1                     | 3                     |
| =                     | Jamajka               | 0                     | 2                     | 1                     | 3                     |
| 6                     | Trynidad i Tobago     | 0                     | 0                     | 1                     | 1                     |

## Medaliści

### Mężczyźni
| Rok  | Gospodarz    |           | Finał | Finał      | Finał             |       | Mecz o trzecie miejsce | Mecz o trzecie miejsce | Mecz o trzecie miejsce |
| Rok  | Gospodarz    | Zwycięzca | Wynik | 2. miejsce | 3. miejsce        | Wynik | 4. miejsce             |                        |                        |
| 2010 | Providence   | Gujana    | 31–7  | Jamajka    | Meksyk            | 10–5  | Trynidad i Tobago      |                        |                        |
| 2014 | Veracruz     | Kolumbia  | 41–0  | Meksyk     | Trynidad i Tobago | 26–24 | Wenezuela              |                        |                        |
| 2018 | Barranquilla | Kolumbia  | 21-14 | Meksyk     | Jamajka           | 26-5  | Trynidad i Tobago      |                        |                        |
| 2023 | San Salvador | Kolumbia  | 28-7  | Jamajka    | Meksyk            | 26-7  | Wenezuela              |                        |                        |

### Kobiety
| Rok  | Gospodarz    |           | Finał | Finał      | Finał      |       | Mecz o trzecie miejsce | Mecz o trzecie miejsce | Mecz o trzecie miejsce |
| Rok  | Gospodarz    | Zwycięzca | Wynik | 2. miejsce | 3. miejsce | Wynik | 4. miejsce             |                        |                        |
| 2014 | Veracruz     | Kolumbia  | 24–5  | Wenezuela  | Meksyk     | 26–0  | Jamajka                |                        |                        |
| 2018 | Barranquilla | Kolumbia  | 20-0  | Wenezuela  | Meksyk     | 12-0  | Gujana Francuska       |                        |                        |
| 2023 | San Salvador | Kolumbia  | 17-7  | Meksyk     | Wenezuela  | 10-5  | Jamajka                |                        |                        |